# Макнабб (Іллінойс)
Макнабб (англ. McNabb) — селище (англ. village) в США, в окрузі Патнем штату Іллінойс. Населення — 275 осіб (2020).

## Географія
Макнабб розташований за координатами 41°10′39″ пн. ш. 89°12′36″ зх. д. / 41.17750° пн. ш. 89.21000° зх. д. (41.177412, -89.209888).  За даними Бюро перепису населення США в 2010 році селище мало площу 0,52 км², уся площа — суходіл.

## Демографія
Згідно з переписом 2010 року, у селищі мешкало 285 осіб у 117 домогосподарствах у складі 85 родин. Густота населення становила 553 особи/км².  Було 126 помешкань (245/км²).
Расовий склад населення:
| - 95,8 % — білих - 0,4 % — вихідців з тихоокеанських островів - 0,4 % — чорних або афроамериканців - 1,4 % — осіб інших рас |

До двох чи більше рас належало 2,1 %. Частка іспаномовних становила 2,1 % від усіх жителів.
За віковим діапазоном населення розподілялося таким чином: 22,5 % — особи молодші 18 років, 63,1 % — особи у віці 18—64 років, 14,4 % — особи у віці 65 років та старші. Медіана віку мешканця становила 43,5 року. На 100 осіб жіночої статі у селищі припадало 106,5 чоловіків;  на 100 жінок у віці від 18 років та старших — 100,9 чоловіків також старших 18 років.
Середній дохід на одне домашнє господарство  становив 75 614 долари США (медіана — 70 833), а середній дохід на одну сім'ю — 79 806 доларів (медіана — 70 000). Медіана доходів становила 61 875 доларів для чоловіків та 28 750 доларів для жінок. За межею бідності перебувало 9,8 % осіб, у тому числі 12,2 % дітей у віці до 18 років та 2,9 % осіб у віці 65 років та старших.
Цивільне працевлаштоване населення становило 165 осіб. Основні галузі зайнятості: освіта, охорона здоров'я та соціальна допомога — 19,4 %, транспорт — 16,4 %, виробництво — 12,1 %, мистецтво, розваги та відпочинок — 10,3 %.